# Kirche Bühl (Wiedikon)

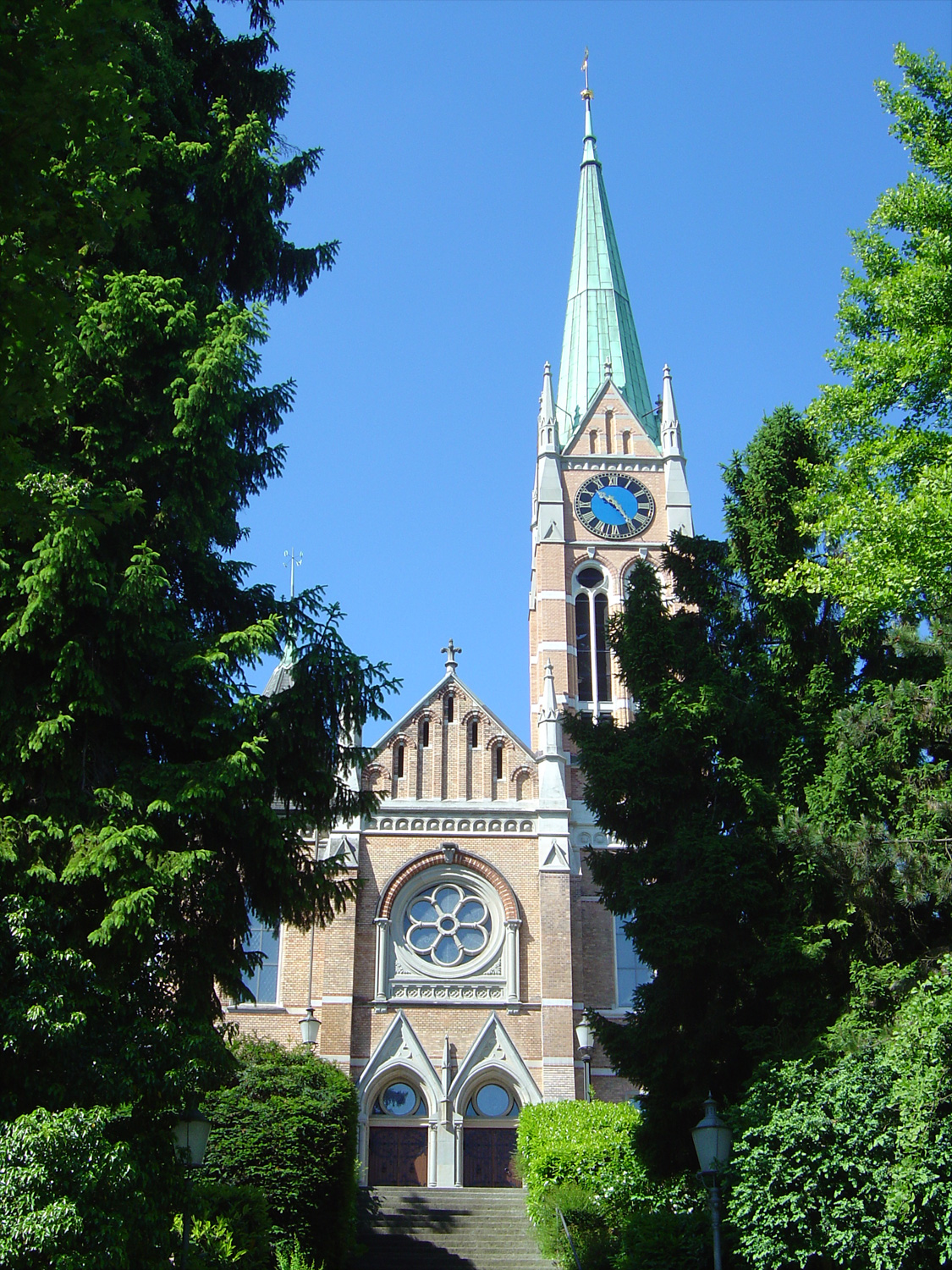
Kirche Bühl, Ansicht von der Wiedingstrasse über die Freitreppe

Die Kirche Bühl oder Bühlkirche ist eine evangelisch-reformierte Kirche im Stadtkreis Wiedikon der Stadt Zürich. Seit dem 1. Januar 2019 gehört sie zum Kirchenkreis drei der evangelisch-reformierten Kirche Zürich.

## Baugeschichte
Die Kirche wurde zwischen 1894 und 1896 im Auftrag der reformierten Kirchgemeinde Wiedikon nach Plänen des Basler Architekten Paul Reber erbaut, der in Zürich auch die Reformierte Kirche Zürich-Unterstrass und die Johanneskirche im Industriequartier errichtet hatte. Grund für den Bau der Kirche war der Umstand, dass das alte Bethaus für die wachsende Gemeinde zu klein geworden war. Nachdem die Kirche 1945 ein erstes Mal renoviert worden war, erfolgte in den Jahren 1983 bis 1984 eine umfassende Aussen- und Innensanierung, wobei die ursprüngliche Dekorationsmalerei und der doppelstöckige Kanzelstuhl wiederhergestellt wurden.

## Beschreibung
Die Kirche Bühl steht in leicht erhöhter Lage auf einer parallel zur Sihl liegenden Hügelkette. Am Fuss des Hügelzugs lag das ursprüngliche Dorf Wiedikon, im Süden, Südwesten und Westen siedelten sich im Lauf des 19. Jahrhunderts einige Industriebetriebe an. Nachdem die Kirche Bühl erbaut worden war, wurden alte und neue Strassen auf diese ausgerichtet, sodass die Kirche zusammen mit dem 1898 erbauten Schulhaus Bühl auf der gegenüber liegenden Seite der Bühlstrasse ein weithin sichtbares Ensemble bildete. Auf diese Weise sollte der aufstrebende Stadtteil Wiedikon ein Zentrum erhalten. Durch die baulichen Veränderungen in der Umgebung kommt der ursprüngliche Gestus des Ensembles jedoch nur noch bedingt zum Tragen. Von der Wiedingstrasse führt eine breite, monumentale Treppe zur Kirche hoch. Beidseitig wird die Treppe von einem geschwungenen Wegsystem begleitet. Die Aussenanlage der Kirche wurde als kleiner Park ausgebildet, der aus einem Baum- und Strauchbestand besteht, dessen Grundbestand auf die Bauzeit zurückgeht.
Architekt Paul Reber gestaltete die Kirche Bühl als neugotisches Gotteshaus und bewies mit diesem Bau, dass dieser Baustil sehr wohl auch für reformierte Predigtkichen sinnvoll sein konnte. Hierzu verkürzte er das Langhaus und fügte diesem zwei polygonale Querhausarme hinzu, sodass der Eindruck eines Zentralbaus entstand. In die Mitte des Baus stellte Paul Reber den doppelstöckigen Kanzelstuhl und davor den Taufstein. Dahinter befindet sich die Kanzelwand und darüber die Orgel- und Sängerempore. Architektur- und Dekorationsmalereien sowie die reich gearbeitete Holzdecke bestimmen das Innere der Kirche. Unter der Orgelempore befindet sich ein Unterrichtsraum, das Rednerpult im unteren Teil des Kanzelstuhls dient bei kleineren Gottesdienstgemeinden, die Kanzel auf Emporenhöhe ist bei voll besetzter Kirche sinnvoll. 
Der 51 Meter hohe Turm sowie die Schaufassade mit dem Zwillingsportal sind zur Stadt hin orientiert und geben der Kirche Bühl ihr markantes Gepräge. Die Fassaden der Kirche wurden aus verschiedenfarbigen, vorgeblendeten Backsteinen erbaut, welche von der mechanischen Backsteinfabrik in Wiedikon hergestellt wurden. Die Kirche Bühl steht unter Denkmalschutz und ist als regional schützenswert eingestuft (tiefste der drei Schutzstufen).

## Orgel
1897 erfolgte der Bau einer pneumatischen Kegelladenorgel durch Orgelbauer Friedrich Goll, Luzern, mit 33 Registern auf drei Manualen und Pedal (Opus 154). Im Jahr 1911 fand der Einbau einer Trompete 8′ im ersten Manual durch die Erbauerfirma statt. 1928 wurde der Winddruck erhöht und 1948 fand die Erweiterung des Instruments auf 43 Register statt. Hierbei wurde die Orgel auch „barockisiert“ sowie eine elektropneumatische Traktur eingebaut. 1961 erfolgte der Bau einer neuen Windlade im II. Manual und der Einbau von den zwei Registern Scharff 1′ und Krummhorn 8′ durch Orgelbau Goll, Luzern. 1971 wurde das Register Gemshorn 8′ im Hauptwerk eingebaut, 1972 zwei neue Mixturen und eine Hohlflöte 8′ durch Orgelbau  Kuhn, Männedorf. 
1984 wurde eine generelle Revision der Orgel beschlossen, bei welcher der ursprüngliche Klangcharakter wieder hergestellt werden sollte. Grund dafür waren die verschiedenen Umbauten und Einbauten der letzten Jahrzehnte, welche ein ziemliches Gedränge innerhalb der Orgel verursacht hatten. Eine freie klangliche Entfaltung wurde als nicht mehr möglich erachtet, zudem waren die unpräzise Spielweise und die Störungen, bedingt durch die Pneumatik, nicht mehr befriedigend. So erfolgte 1985 der Bau einer neuen Orgel im alten Gehäuse von 1897 durch Orgelbau Kuhn, mit 44 Registern auf drei Manualen und Pedal. Auf eine Rekonstruktion der pneumatischen Goll-Orgel wurde verzichtet, der romantische Klangcharakter sollte jedoch so weit wie möglich nachempfunden werden. Die alten Register wurden übernommen und in der Zwischenzeit verloren gegangene Register nach alten Unterlagen nachgebaut. Die Kegelladen wurden durch Schleifladen ersetzt und anstelle der Pneumatik eine rein mechanische Spieltraktur sowie eine elektrische Registertraktur eingebaut. Eine elektronische Setzeranlage mit 32 Kombinationen unterstützt den Organisten, allerdings musste dafür das bisherige Registercrescendo weichen, welches jetzt über die Setzeranlage einprogrammiert werden muss. 2003 erfolgte die Erneuerung der Setzeranlage mit Erweiterung auf 3'000 Kombinationen durch Orgelbau Kuhn AG. Die Disposition lautet: 
| I Hauptwerk C–g3 |           |       |
| 1.               | Principal | 16′   |
| 2.               | Bourdon   | 16′   |
| 3.               | Principal | 8′    |
| 4.               | Gamba     | 8′    |
| 5.               | Gedackt   | 8′    |
| 6.               | Octave    | 4′    |
| 7.               | Flöte     | 4′    |
| 8.               | Octave    | 2′    |
| 9.               | Quinte    | 2 ⁄3′ |
| 10.              | Mixtur V  | 2′    |
| 11.              | Cornet V  | 8′    |
| 12.              | Trompete  | 8′    |

| II Brustwerk C–g3 |                 |        |
| 13.               | Geigenprincipal | 8′     |
| 14.               | Gedackt         | 8′     |
| 15.               | Octave          | 4′     |
| 16.               | Flöte           | 4′     |
| 17.               | Nasard          | 2 ⁄3′  |
| 18.               | Waldflöte       | 2′     |
| 19.               | Terzflöte       | 1 3⁄5′ |
| 20.               | Mixtur III-IV   | 1 ⁄3′  |
| 21.               | Clarinette      | 8′     |

| III Schwellwerk C–g3 |                        |       |
| 22.                  | Principal              | 8′    |
| 23.                  | Bourdon                | 16′   |
| 24.                  | Salicional             | 8′    |
| 25.                  | Voix Céleste           | 8′    |
| 26.                  | Flöte                  | 8′    |
| 27.                  | Octave                 | 4′    |
| 28.                  | Offenflöte             | 4′    |
| 29.                  | Nasard                 | 2 ⁄3′ |
| 30.                  | Flageolet              | 2′    |
| 31.                  | Larigot                | 1 ⁄3′ |
| 32.                  | Harmonica aetherea III | 2′    |
| 33.                  | Trompete               | 8′    |
| 34.                  | Oboe                   | 8′    |
| 35.                  | Clairon                | 4′    |

| Pedal C–f1 |               |       |
| 36.        | Principalbass | 16′   |
| 37.        | Subbass       | 16′   |
| 38.        | Harmonicabass | 16′   |
| 39.        | Octavbass     | 8′    |
| 40.        | Violoncello   | 8′    |
| 41.        | Octave        | 4′    |
| 42.        | Mixtur IV     | 2 ⁄3′ |
| 43.        | Posaune       | 16′   |
| 44.        | Trompete      | 8′    |